# Цутухільська мова
Цутухільська — мова народу цутухілі, одна з маянських мов. Розповсюджена на південь від озера Атітлан в Гватемалі. Близькоспоріднена таким мовам як какчикель і кіче. Кількість носіїв — близько 84 тис. осіб. Виділяють 2 діалекта: східний (близько 50 тис. носіїв на 1998 р.) і західний (близько 33 800 носіїв на 1990 р.).
Більшість носіїв володіють іспанською як другою мовою, хоча люди старшого покоління і населення найвіддаленіших населених пунктів найчастіше іспанської не знають. Діти також не вчать іспанську до того, як вони підуть в школу, хоча важливість знання цієї мови росте з розвитком в регіоні туризму.

## Приклади лексики
- maltyoox — 'дякую'
- saqari — 'доброго ранку'
- xqa'j q'iij — 'добрий день'
- xok aaq'a' — 'доброї ночі'
- na'an — 'до побачення'
- jo' — 'йдімо!'
- utz aawach — 'як справи?'
- jee' — 'так'
- mani' — 'ні'